# Chó chăn cừu Bỉ
Chó chăn cừu Bỉ (tiếng Anh:Belgian Shepherd, còn được gọi là Belgian Sheepdog hay Chien de Berger Belge) là một giống chó chăn gia súc có kích thước nằm trong cỡ trung bình đến lớn. Nó có nguồn gốc từ Bỉ và tương tự như những con chó chăn cừu khác từ khu vực đó, bao gồm cả Chó chăn cừu Hà Lan, Chó chăn cừu Đức, Chó Briard và những giống chó khác. Bốn loại đã được xác nhận bởi các cơ quan đăng ký khác nhau như các giống hoặc giống riêng biệt: Chó Groenendael, Chó Laekenois, Chó Tervuren và Chó Malinois.

## Tính cách
Chó chăn cừu Bỉ được mô tả là rất thông minh, cảnh giác, nhạy cảm với mọi thứ đang diễn ra xung quanh và hình thành mối liên kết rất mạnh mẽ. Chúng được cho là trung thành, thông minh, vui vẻ, có khả năng huấn luyện cao và rất phù hợp với cuộc sống gia đình. Chúng sẽ cần được học tập việc hòa nhập khi còn là chó con và sẽ được hưởng lợi từ hoạt động thường xuyên và tương tác chặt chẽ với con người trong suốt quãng đời còn lại của chúng. Đi chăn gia súc mang lại cho chúng một mức năng lượng tương đối cao và tinh thần cũng như tập thể dục là cần thiết để giữ cho một con chó săn Bỉ hạnh phúc và khỏe mạnh. Vào năm 2012, lực lượng Cảnh sát Bắc Wales đã khai thác hành vi chăn cừu của chó chăn cừu Bỉ, trong một cách tiếp cận mới để chinh phục bọn tội phạm. Những con chó bị bịt mõm để ngăn chặn vết cắn và được huấn luyện để tấn công các mục tiêu ở vị trí trung tâm theo lệnh, đánh bật tội phạm khỏi thể cân bằng.